# Čiče
 Čiče je jezero smješteno u Novom Čiču, 1 km istočno od grada Velike Gorice.

## Opis
Iskorištavanjem šljunka nastalo je više umjetnih jezera od kojih je najveće i najdublje jezero Novo Čiče. Površina jezera je 0,9 kilometara četvornih, a dubina jezera je oko 38 metara. Nastankom jezera pala je razina podzemnih voda što je dovelo do isušivanja močvara. Koncesija za eksploataciju šljunka na jezeru Čiče ističe 2015. godine, a tada bi koncesionar trebao sanirati obale koje su sada vrlo strme.
Gradska uprava Velike Gorice planira izgraditi sportsko rekreativni centar na jezeru. Predočen je nacrt kako bi trebalo izgledati jezero Čiče kada se na njemu napravi sportsko rekreativni centar, višedesetljetni san Velikogoričana o jezeru Čiče kao uređenom gradskom kupalištu i sportsko-rekreacijskom centru na vodi.
Planom se u južnom dijelu jezera predviđa vodeni park s bazenima i wellness centrom. Tu je i prostor za jedriličarski i streličarski centar, sportska igrališta te parkovi za odmor i piknik. Zapadni dio rezerviran je za adrenalinske sportove s karting stazom te veslačkim centrom dok je sjeverni dio jezera namijenjen za opuštenije aktivnosti uz ribolov i ronjenje. Smještajni kapaciteti s hotelom i kampovima smjestili bi se u istočnom dijelu jezera, a ovdje su predviđena i tri kupališta te ugostiteljski sadržaji koji će zaokružiti turističku ponudu.
Jezero ima potencijal da postane regionalni centar s obzirom na blizinu velikih gradova - Zagreba, Velike Gorice i Siska, kao i zračne luke. Atraktivna lokacija s prometnog aspekta, ali i s obzirom na veliku vodenu površinu. Radi se o velikom vodenom licu kojega nema u bližoj okolici, površini obuhvata od 160 hektara, a sama vodena površina zauzima 60 posto površine.
Jezero Čiče se nalazi neposredno istočno od Velike Gorice, a nastalo je dugogodišnjom eksploatacijom šljunka. Njegove južne obale godinama su bile glavno kupalište velikogoričana i zagrebčana, sve dok ga nadležne inspekcije nisu zatvorile.